# 丁盛

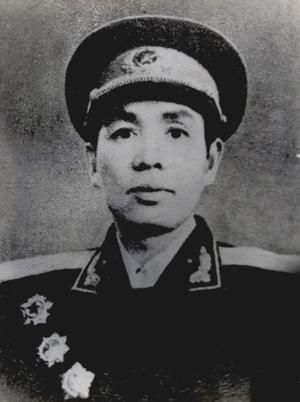
丁盛

丁盛（1913年11月7日—1999年9月25日），外號丁大膽，江西省于都县人，中国工农红军、八路军、中国人民解放军高级将领，1955年被授予中国人民解放军少将军衔，曾任广州军区和南京军区司令员。

## 生平
丁盛生於民國二年的农历十月初十，14歲時就已經參與當時被稱為「紅小鬼」的工作。1930年参加中国工农红军，當時只有17歲。1932年加入中国共产党。历任班长、连指导员，红二十八军组织科科长、二团政治委员，参加了长征。

### 抗日戰爭
抗日战争时期，他任八路军一二O师三五八旅政治部助理员、科长，挺进军七团政治委员，晋察冀教导二旅一团政治委员。1938年参加黄土岭围歼战，击毙包括号称“名将之花”的日军中将阿部规秀在内共一千四百馀名日军；又曾率領部下參加百团大战，還被日軍称为“守路钉”。1945年8月后他从政工干部转为军事主官，任第二十七旅旅长。1947年4月冀察热辽军区部队改编为东北民主联军第八纵队，黄永胜任司令，丁盛任二十四师师长，之后参加了辽沈战役。辽沈战役结束后，他任人民解放军四十五军一三五师师长。参加了平津战役，率部攻占天津。1949年9月－10月率领第四野战军45军下的135师参加衡宝战役，堵击白崇禧所部第7军，因此闻名第四野战军。

### 中共建國
中华人民共和国建立后，1953年6月，丁盛加入了中國的「抗美援朝作战」，任中国人民志愿军第54军军长，参加了包括金城战役的大大小小戰役。1955年丁盛被授少将衔。
1959年－1961年负责平定西康省的「叛亂工作」。1962年10月在中印边界战争中，丁盛负责统一指挥瓦弄地区前线作战。11月对瓦弄地区印军发动攻击，夺回瓦弄地区。1964年5月调任新疆军区生产建设兵团第一副司令员，8月兼新疆军区副司令员。
1968年丁盛任广州军区副司令员，颇受林彪、黄永胜看重。1969年任广州军区司令员。1971年林彪出逃。1972年的调查结果认为林彪有计划逃往广州，另立中央。当时丁盛也向中共中央表示他坚决服从中央的命令。1973年毛泽东决定将八大军区的司令员互相调换。丁盛与许世友调换，来到南京军区。

### 退役及之後
1976年8月8日晚，丁盛同江青集团重要成员马天水、徐景贤、王秀珍谈话。对於这一夜的談話内容，各方众说纷纭。官方说法是「谈了在毛泽东逝世后可能打内战，并分析了驻上海附近部队的情况」，徐景贤证词类似，但丁盛和近来的研究者均认为，這個說法不符合当时的情形和会谈者关系。
1977年丁盛因这一次谈话遭到批判，事件被稱為「913事件」。
1982年，丁盛被命令退役，10月开除党籍，後被广州军区按照师级离休待遇接回。闲居时四处游览，昔日战友部下听说他来都纷纷拜访，络绎不绝。1999年9月25日在广州去世。

## 影視形象
- 电视剧《亮剑》裡的 丁偉 被認為是從丁盛及鍾偉二人的經歷為藍本而創作。[4]

### 更多信息
- 第二集，丁盛.
- .   [2011-10-18]. （原始内容存档于2011-10-18）.

| 中国共产党职务         | 中国共产党职务                                                           | 中国共产党职务  |
| ---------------------- | ------------------------------------------------------------------------ | --------------- |
| 前任： 刘兴元          | 中国共产党广东省委员会第一书记 1972年3月－1973年12月                     | 繼任： 赵紫阳   |
| 中華人民共和國政府职务 |                                                                          |                 |
| 前任： 刘兴元          | 广东省革命委员会主任 1972年4月－1974年4月                                | 繼任： 赵紫阳   |
| 中国人民解放军职务     |                                                                          |                 |
| 新頭銜                 | 中国人民解放军第五十四军军长 1952年10月－1955年12月 1957年9月－1964年9月 | 繼任： 欧阳家祥 |
| 前任： 欧阳家祥        | 中国人民解放军第五十四军军长 1952年10月－1955年12月 1957年9月－1964年9月 | 繼任： 韦统泰   |
| 前任： 李天佑          | 中国人民解放军广州军区司令员 1969年7月－1973年12月                       | 繼任： 许世友   |
| 前任： 许世友          | 中国人民解放军南京军区司令员 1973年12月－1977年3月                       | 繼任： 聂凤智   |